# Інженер-флагман II рангу
Інженер-флагман ІІ рангу  (лат. ingenium — «здібність», «винахідливість», та нід. vlagman, від нід. vlag — прапор та нід. man — людина) — військове звання вищого начальницького інженерного складу у Робітничо-селянському Червоному флоті СРСР з 1935 до 1940.
У 1935-1940 роках еквівалентом звання серед командного складу було: у сухопутних силах звання комдив, у ВМС флагман ІІ рангу. Серед військово-технічного складу РСЧА відповідним званням було дивінженер.
Інженер-флагман ІІ рангу був вище за рангом ніж інженер-флагман ІІІ рангу і нижче за рангом від інженера-флагмана І рангу.

## Історія використання

### 1935-1940
22 вересня 1935 року, при введенні персональних військових звань, для начальницького складу військово-технічного складу РСЧА (та Морських Сил РСЧА), були введені окремі звання, які відрізнялися від загальновійськових. Еквівалентом звань командного складу «комдив» (сухопутні сили), та «флагман ІІ рангу», було звання військово-технічного складу «дивінженер» в сухопутних силах та «інженер-флагман ІІ рангу» в військово-морських силах. 

### 1940
Указами Президії Верховної Ради СРСР від 7 травня 1940 «Про встановлення військових звань вищого командного складу Червоної Армії» (рос. «Об установлении воинских званий высшего командного состава Красной Армии») та «Про встановлення військових звань вищого командного складу Військово-Морського Флоту» (рос. «Об установлении воинских званий высшего командного состава Военно-Морского Флота») вводилися генеральські та адміральські звання для вищого командного складу. Крім того цими указами встановлювалися нові звання для інженерів корабельної служби, які дорівнювалися до звань командного складу (в сухопутних силах технічно-інженерний склад залишив свої звання до 1942/43 років). Еквівалентом звання «дивінженер» серед корабельного інженерного складу стає звання «інженер-віце-адмірал». В інших підрозділах ВМФ залишилося звання інженер-флагман ІІ рангу, але невдовзі було скасовано і його.

## Знаки розрізнення
Згідно з главою 4 наказу про введення персональних військових звань, інженер-флагман ІІ рангу та відповідні порівняні до нього за рангом звання ВМС мали за знаки за знаки розрізнення дві стрічки (одну широку вище якої розміщувалася одна середня).
Командний склад , військово-політичний та військово-технічний склад мали стрічки жовтого (золотого) кольору, інший начальницький склад білого (срібного) кольору. Колір між стрічками командний склад мав кольору мундиру, начальницький склад кольору служби.

## Співвідношення
| Рід військ                                      | Відповідне звання / посада |
| Командний склад                                 | Командний склад |
| ----------------------------------------------- | --- |
| Народний комісаріат внутрішніх справ            | Старший майор державної безпеки , введене постановою ЦВК та РНК СРСР від 7 жовтня 1935 року (військовослужбовці прикордонних та внутрішніх військ НКВС мали військові звання, які вживалися в РСЧА) Старший майор міліції |
| Військово-морський флот                         | Флагман ІІ рангу |
| Начальницький склад                             | |
| Військово-технічний склад                       | Дивінженер |
| військово-політичний склад усіх родів військ    | Дивізійний комісар |
| військово-господарський склад усіх родів військ | Дивінтендант |
| військово-юридичній склад усіх родів військ     | Диввоєнюрист |
| військово-медичний склад усіх родів військ      | Дивврач |
| військово-ветеринарний склад усіх родів військ  | Дивветврач |